# 1970년 뉴욕 영화 비평가 협회상
제36회 뉴욕 영화 비평가 협회상은 1970년 영화를 대상으로 하는 시상식이다.

## 수상 및 후보

### 작품상
- 잃어버린 전주곡

### 감독상
- 잃어버린 전주곡 - 봅 라펠슨 수상

### 각본상
- 모드의 집에서 하룻밤

### 여우주연상
- 사랑하는 여인들 - 글렌다 잭슨 수상

### 남우주연상
- 패튼 대전차 군단 - 조지 C. 스콧 수상

### 여우조연상
- 잃어버린 전주곡 - 카렌 블랙 수상

### 남우조연상
- 작은 거인 - 치프 댄 조지 수상